# Vécs
Vécs è un comune dell'Ungheria di 707 abitanti (dati 2001). È situato nella contea di Heves.